# Чаоху (озеро)
Чаоху́ (Чао-ху; кит. упр. 巢湖, пиньинь Cháo Hú) — пресноводное озеро, расположенное на территории городского округа Хэфэй в центральной части провинции Аньхой Китайской народной республики. Оно является крупнейшим озером провинции Аньхой и входит в пятёрку крупнейших пресноводных озёр Китая. На уездном уровне административно-территориального деления КНР акватория озера Чаоху подразделяется между городским уездом Чаоху, районом городского подчинения Баохэ и уездами: Луцзян, Фэйси и Фэйдун.

## Описание
Площадь составляет примерно 756 (820) км², уровень воды и размеры озера существенно зависят от интенсивности притока из впадающих рек и погодных условий, увеличиваясь в период половодий и сильно сокращаясь в сухое время года. Средняя глубина озера составляет 7,6 (5) м, мелководность связана с большим объёмом наносов, приносимых впадающими реками. С восточной стороны из озера вытекает река Сяньхэшуй (Юйси), через которую Чаоху сообщается с Янцзы. На озере есть несколько островов, крупнейший — Лаошань (0,86 км²).

## Экология
В районе озера проживает около 5 миллионов человек, используя его для ирригации, рыболовства и транспорта, что в последние годы привело к эвтрофикации и заилению озера. Из-за быстрого экономического роста КНР озеро Чаоху сегодня является одним из самых загрязнённых озёр Китая.